# Арифмометр Чебишова
Арифмометр Чебишова — арифмометр створений у 1876 році П. Л. Чебишевим.
Свій винахід П. Л. Чебишев демонстрував в 1878 році в Парижі.
Більшість лічильників (електролічильники, лічильники витрати води, спідометри та ін.) було створено по принципу арефмометра Чебишева.
Над створенням автоматичних арифмометрів працювали видатні механіки, починаючи з XVII століття. Наприкінці XIX століття особливо загострилося суперництво трьох механіків у цій галузі: Чебишева, Однера та Зеллінга.
У творчості Пафнутія Чебишева дивним чином поєднуються глибокі дослідження з «чистої» математики та сталий інтерес до суто прикладних питань. Він був не лише математиком, але й винахідником, варто зазначити, що в основі усіх його винаходів лежало прагнення застосувати можливість економії праці й часу у будь — якій роботі.
До переліку усіх видатних винаходів Чебишева, перш за все, слід віднести арифмометр, сконструйований ним у 1878 році, який, не зважаючи на складність пристрою, вважався найдосконалішим серед усіх існуючих на той час машин такого виду.
Відмінна особливість арифмометра Чебишева, що був першим приладом російського походження, полягала в досить оригінальному пристрої для перенесення десятків. Цей пристрій являв собою основну частину арифмометра Чебишева, і був винайденим ним за 10 років до відповідного винаходу Зеллінга, що доводить пріоритет російського математика у цьому питанні. На думку сучасників, арифмометр Зеллінга був «лише простою копією механізма Чебишева».[джерело?]
Пафнутій Левович Чебишев, будучи дуже скромною та ощадливою людиною, витрачав значні кошти на виготовлення існуючих моделей, винайдених ним механізмів. Деякі з них, серед яких один із варіантів арифмометра системи Чебишева, зберігається у Петербурзькому університеті та Академії наук.
На жаль, арифмометр Чебишева, який, як і більшість винайдених ним механізмів, залишився неоціненим на Батьківщині, був подарований ученим Паризького музею мистецтв та ремесел. У Росії, а потім у СРСР широкого застосування набув інший арифмометр — системи Однера (радянські арифмометри марки «Фелікс»).